# Afrohelotina pauli
Afrohelotina pauli is een keversoort uit de familie Helotidae. De wetenschappelijke naam van de soort is voor het eerst geldig gepubliceerd in 1903 door Weise.